# Villores
Villores ist eine Gemeinde (municipi) im Norden der Provinz Castelló in der Valencianischen Gemeinschaft in Spanien. Sie ist Teil der Comarca Els Ports und hat 53 Einwohner (Stand: 2024). 

## Geografie
Villores liegt etwa 63 Kilometer nordnordwestlich von Castellón de la Plana in einer Höhe von ca. 740 m. 

## Bevölkerungsentwicklung
| Jahr      | 1970 | 1981 | 1991 | 2001 | 2011 | 2021 |
| Einwohner | 237  | 120  | 91   | 61   | 49   | 46   |

## Sehenswürdigkeiten
- Burgruine von Villores

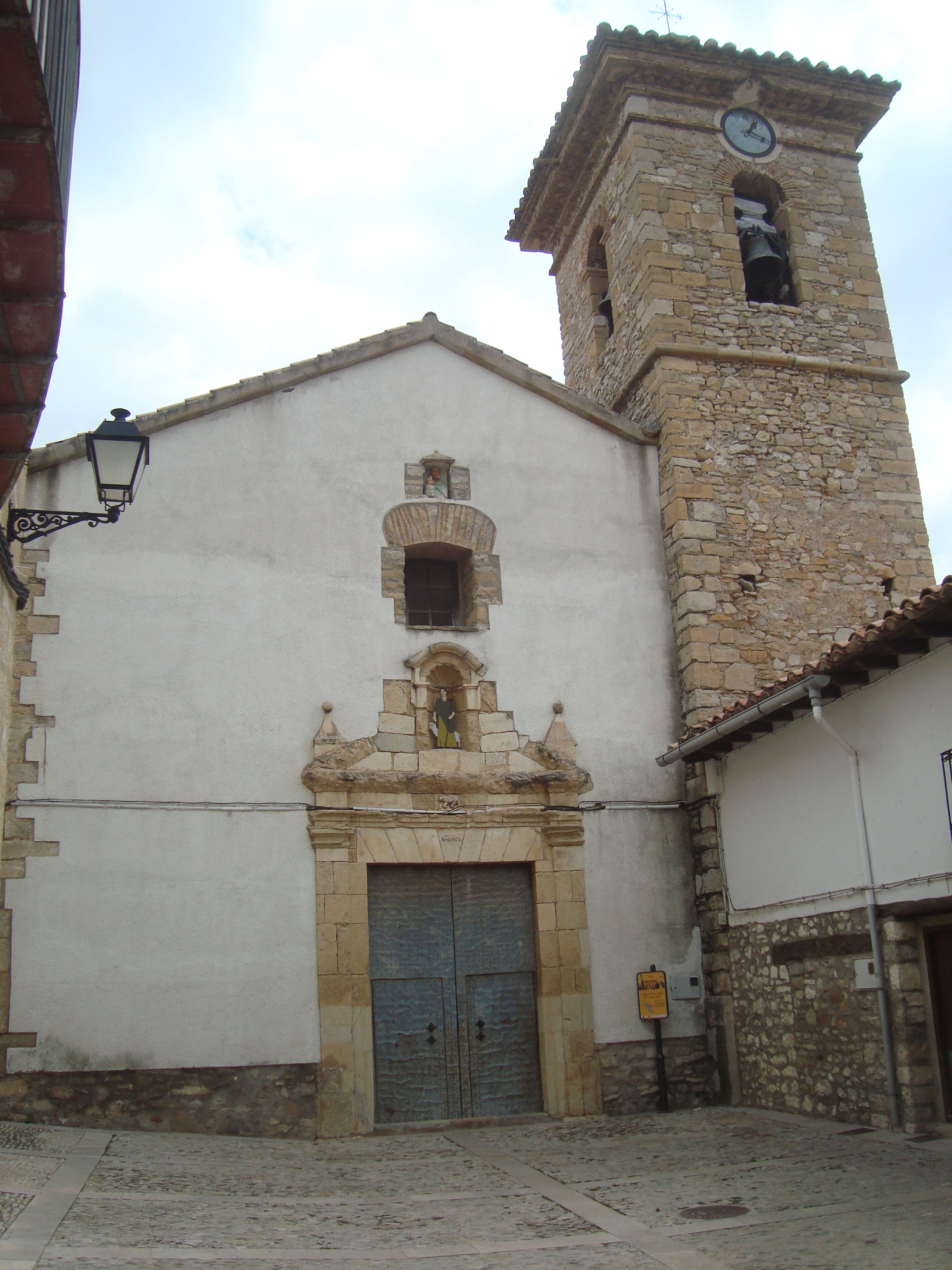
Johanniskirche
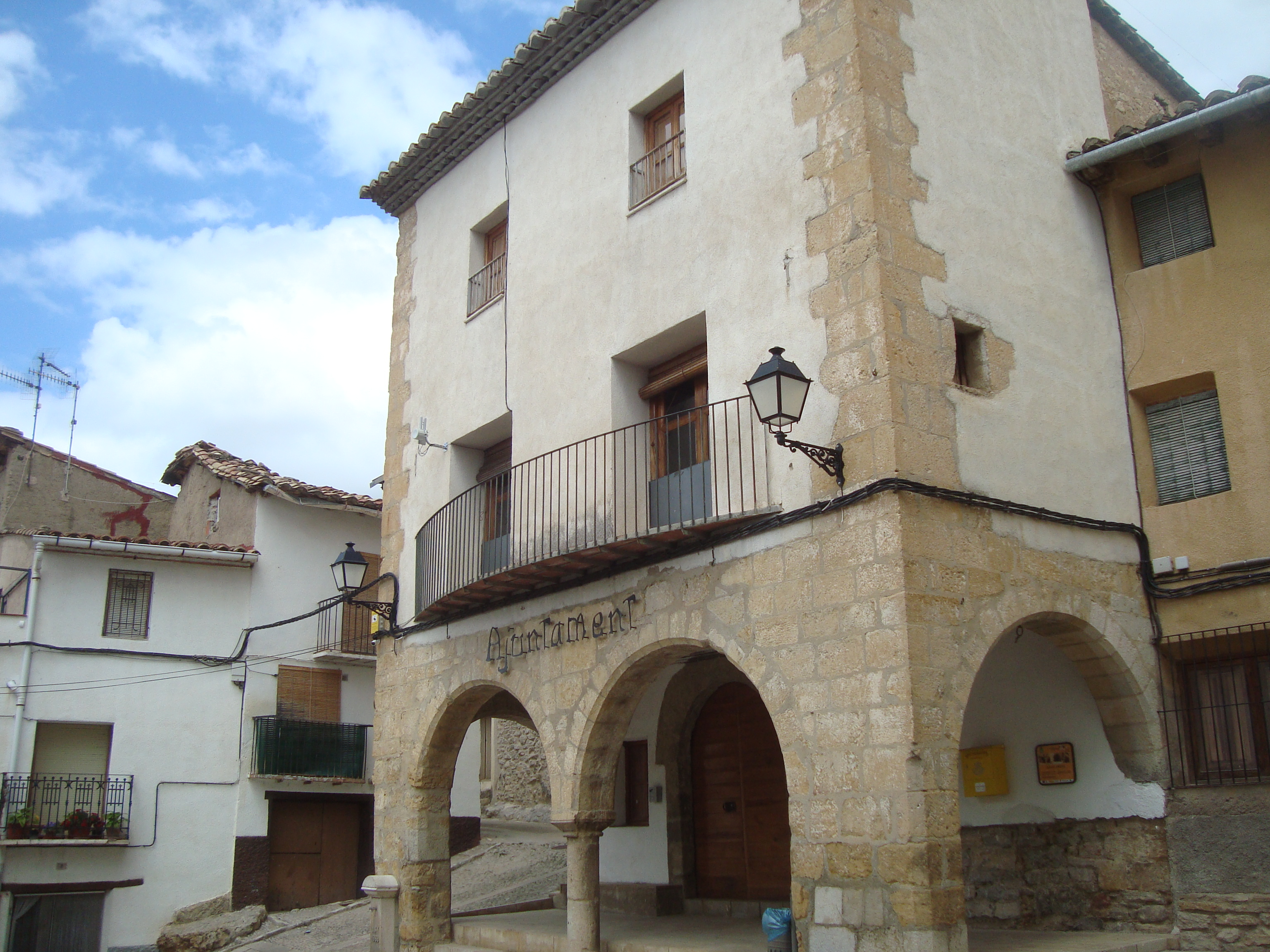
Marienkapelle

- Johanniskirche
- Rathaus